# Manduca vestalis
Espèce
Manduca vestalis est une espèce de Lépidoptère de la famille des Sphingidae, de la sous-famille des Sphinginae et de la tribu des Sphingini.

## Distribution et habitat
Distribution
Il se trouve au Brésil au Venezuela, en Guyane et en Bolivie.

## Biologie
Les imagos volent en novembre.

## Systématique
- L'espèce Manduca vestalis a été décrite par l'entomologiste allemand Karl Jordan en 1911, sous le nom initial d'une sous-espèce Protoparce vestalis[1].
- La localité type est l'État de Pará.

## Synonymie
- Protoparce vestalis Jordan, 1911 Protonyme